# Relaciones Cuba-Namibia
Las relaciones Cuba-Namibia son las relaciones exteriores entre la República de Cuba y la República de Namibia. Ambas naciones son miembros del Grupo de los 77, Movimiento de Países No Alineados y las Naciones Unidas.

## Historia
En 1884, la actual Namibia fue colonizada por Alemania. Después de la Primera Guerra Mundial, con la firma del Tratado de Versalles, Alemania se vio obligada a transferir su territorio a la Unión Sudafricana en 1920, que en ese momento era un auto- dominio gobernante del Imperio británico. Namibia se llamaría África del Sudoeste durante los próximos 70 años. No se permitió que África del Sudoeste fuera anexada por Sudáfrica, sino que fue gobernada como un territorio bajo mandato.
En 1961, Sudáfrica se convirtió en una república y continuó gobernando Namibia bajo su sistema del apartheid. En 1966, la Organización del Pueblo de África del Sudoeste (SWAPO) lanzó una lucha armada contra la ocupación sudafricana que luego se convirtió conociendo como la Guerra de la frontera de Sudáfrica. En 1975, Cuba se involucró en la guerra civil angoleña al enviar tropas en apoyo del Movimiento Popular de Liberación de Angola (MPLA), alineado con los comunistas, contra la Unión Nacional para la Independencia Total de Angola (UNITA). Las fuerzas sudafricanas invadieron Angola durante la Operación Savannah en apoyo de las fuerzas de UNITA. En Angola, las fuerzas cubanas aumentaron a 50.000 soldados y lucharon junto a los soldados de SWAPO contra las tropas sudafricanas.
En diciembre de 1988, el Acuerdo Tripartito entre Angola, Cuba y Sudáfrica fue firmado en las Naciones Unidas en Nueva York. Los acuerdos otorgaron la independencia a Namibia y exigieron la retirada de las tropas cubanas de Angola. En marzo de 1990, Namibia obtuvo su independencia de Sudáfrica. Poco después, Cuba y Namibia establecieron oficialmente relaciones diplomáticas y abrieron embajadas residentes.
En marzo de 1991, el presidente de Namibia Sam Nujoma realizó una visita oficial a Cuba y se reunió con el presidente Fidel Castro. Estando en Cuba, ambas naciones firmaron un acuerdo de protocolo. En septiembre de 1998, el presidente cubano Fidel Castro realizó una visita oficial a Namibia y se reunió con el presidente Sam Nujoma. Desde entonces, ha habido numerosas visitas entre los líderes de ambas naciones. En noviembre de 2016, el presidente de Namibia Hage Geingob realizó una visita a Cuba para asistir al funeral de Fidel Castro.
Desde el establecimiento de relaciones diplomáticas, Cuba ha enviado cientos de médicos y otros profesionales para ayudar en los sectores de la salud, la construcción y la educación de Namibia. En 2020, ambas naciones celebraron 30 años de relaciones diplomáticas.

## Misiones diplomáticas residentes
- Cuba tiene una embajada en Windhoek.[10]
- Namibia tiene una embajada en La Habana.